# Ґжицький Володимир Зенонович
Володимир Зенонович Ґжицький (15 жовтня 1895, с. Острівець. — 19 грудня 1973, Львів) — український письменник, публіцист, перекладач, мемуарист. Член Спілки селянських письменників «Плуг». Брат Степана Ґжицького.
Жертва сталінського терору.

## Біографія
Народився в с. Острівець, нині — Теребовлянського району, в сім'ї вчителя.
Від 1900 року жив у селі Довге на Теребовлянщині. Вчився у Тернопільській українській гімназії (1907–1914, 1917).
Війна 1914 р. перервала навчання, тож закінчив гімназію у 1917 р. В. Ґжицький воював в Українській Галицькій армії у чині поручника.
Перейшов Збруч, добрався у 1919 р. до Харкова. Там працював на різних роботах — робітником у млині, розносив газети і т. ін. Вчився в Харківському інституті сільського господарства, який закінчив 1926 року. Був членом Спілки селянських письменників «Плуг», потім, як виходець з Галичини, — організації «Західна Україна».

### Початок творчості
Ґжицький починав як поет і драматург. Про це свідчать поетична збірка «Трембітині тони» (1924), драматичні твори для дітей, які успішно ставили у Харкові: «По зорі»(1925), «Вибух» (1927), п'єса «Наступ» на тему класової боротьби на селі часів колективізації (1931). І все ж найбільше талант В. Ґжицького розкрився як прозаїка. Перша повість «Муца» вийшла 1928 р. Невдовзі побачили світ знаменитий роман «Чорне озеро» (1929, нова ред. 1957), збірка оповідань «Цісарське право», роман «Захар Вовгура» (1932).
1928 року Ґжицький у складі кінописьменницькоï експедиціï, яку очолював О. Довженко, вирушив на Алтай для вивчення життя тамтешніх жителів - ойратів. Наслідком поïздки став роман «Чорне озеро» (1929), що завоював письменникові всесоюзне визнання.

### Арешт і заслання
Проте постановка гостроï проблеми національних взаємин у Радянському Союзі вже тоді була страктована органами ДПУ як «викривлення політики, яку проводив Сталін щодо нечисельних народностей СРСР». I хоча 1932 Ґжицький випустив актуальний роман «Захар Вовгура» про шахтарів Донбасу, доля письменника була вирішена: він колишній стрілець УГА, автор роману «Чорне озеро».
7 грудня 1933 року в Харківському облуправлінні держбезпеки був виписаний ордер № 32 на арешт В. Ґжицького. У постанові на арешт йому інкримінувалася приналежність до контрреволюційноï організаціï УВО (Украïнська військова організація) та участь у терористичній діяльності.
1 січня 1934 року на черговому допиті Ґжицький змушений був «визнати», що належав до УВО з осені 1930 року, входив до складу Харківськоï групи під керівництвом С. Пилипенка. До того ж осередку нібито належали А. Панів, М. Дукин, Д. Грудина та А. Головко.
В обвинувальному акті оперуповноважений Грушевський і начальник секретно-політичного відділу ДПУ УРСР Долинський виносили справу В. Ґжицького на розгляд судовоï трійки ДПУ УРСР і пропонували ув'язнити його на п'ять років у виправно-трудових таборах.
Роман «Чорне озеро» ліг на терези, коли «трійка» вирішувала його долю, ліг разом з біографічними даними письменника — походження з Галичини, участь в УГА і т. ін.
Судова трійка при колегіï ДПУ протоколом від 23 лютого 1934 року постановила: «Гжицького Володимира Зеноновича заслати до виправно-трудового табору терміном на ДЕСЯТЬ років…»
Відбував заслання письменник у Республіці Комі. 1946 року спеціальним табірним судом був знову засуджений на 4 роки ув'язнення. Але й після відбуття цього покарання В. Ґжицький лишався з тавром контрреволюціонера, а тому міг влаштуватися до праці лише в обмежених регіонах краïни.
Після смерті Й. Сталіна засланець Ґжицький звернувся до Ради Міністрів СРСР з проханням переглянути його справу. 17 травня 1954 року старший слідчий КДБ Гребньов, вивчивши ïï матеріали, дійшов висновку: заяву про перегляд справи «залишити без задоволення».

### Реабілітація та післятабірний час
Ще два роки потрібно було всіляких перетрактацій, поки трибунал Киïвського військового округу на засіданні від 21 лютого 1956 року ухвалив: «Постанову судовоï трійки при колегіï ДПУ УРСР від 23 лютого 1934 року щодо Ґжицького Володимира Зеноновича скасувати і справу про нього провадженням припинити за відсутністю в його діях складу злочину».
У «післятабірний» час В. Ґжицький написав автобіографічну трилогію «У світ широкий» (1960), «Великі надії», «Ніч і день» (обидві 1963). Перші дві частини трилогії — це романи про шлях молодої людини, Миколи Гаєвського, українця з Галичини. Письменник відтворив долю героя від початку Першої світової війни, провів його через перебування в австрійській армії, в УГА.
Художню автобіографію продовжено у творі «Ніч і день». Найцінніше у цьому творі — достовірність фактів, котрі пов'язані з табірними жахами. Автору вдалося викликати враження повної незахищеності героя і знецінення людського життя в умовах безпрецедентного в історії людства беззаконня, політичного цинізму, злочину перед мільйонами людей.
Потім В. Ґжицький написав не менш відомі історичні романи «Опришки» (1962), «Кармелюк» (1971), автобіографічну повість «Слово честі» (1968); ряд творів для дітей та про природу.
Хрестоматійним вже стало оповідання письменника «Лось». Написання його датоване 1946—1956 рр. Багатоманітна жива природа постає і з етюдів про птахів. Чотирнадцять таких етюдів В. Гжицький об'єднав у книжечці «Петрикові чорногузи» (1966). Пізніше уже більше їх надруковано у посмертній збірці «Пролог до осені» (1978). Ці його своєрідні природознавчі етюди насичені цікавою інформацією, багатьма влучними спостереженнями і, головне, перейняті й зігріті добрим почуттям до всього живого.
Писав В. Гжицький і мемуари про літературно-мистецьке життя 20-х років, про колег по перу. Був перекладачем.
Помер письменник 19 грудня 1973 р. у Львові.

## Творчість
Автор збірок:
- поезій «Трембітні тони» (1924),
- новел «Цісарське право»,
- нарисів «Комуни в степах» (обидві — 1930),
- оповідань і повісті «Повернення» (1958),
- оповідань «Помста» (1960),
- творів для дітей «Петрикові чорногузи»,
- нарисів, новел та етюдів «Пролог до осені» (1978);
- повістей «Муца» (1928), «Пустинний берег» (1963), «Кармелюк» (1968);
- романів «Чорне озеро» (1929, нова ред. 1957), «Захар Вовгура» (1932), «Опришки» (1932, ч. 1; 1962), «Слово честі» (1968);
- автобіографічної трилогії «У світ широкий» (1960), «Великі надії» (1963) та «Ніч і день» (1965 опубл. у ж. «Жовтень»; повна ред.: Л., 1989);
- п'єс «По зорі» (1925), «Вибух» (1927), «Наступ» (1931), «Пісня про „чорних хлопців“» (1932, не опубл., рукопис втрачено), «Скарби» (1970, рукопис);

Автор перекладів творів Г. Запольської, А. Міцкевича, Болеслава Пруса, Ю. Словацького, Ю. Тувіма, Б. Ясенського та інших письменників, сербо-лужицьких нар. пісень;
Автор мемуарних творів «Мої побратими» (1973) та «Спогади про минуле» (опубл. 1995 в часописі «Літературний Львів»).

## Вшанування пам'яті
1995 на Тернопільщині відзначалося 100-річчя від дня народження Ґжицького.
У селі Острівці у приміщенні ЗОШ відкрито кімнату-музей Ґжицького, на батьківській хаті встановлено меморіальну таблицю на честь братів Ґжицьких.
У 2020 р., у селі Острівець Теребовлянського району Тернопільської області, волонтери розпочали перетворення будинку Володимира та Степана Гжицьких на мистецьку резиденцію.

### Видання творів
- Гжицький В. Чорне озеро (Кара-Кол). — Вінніпег : Новий Шлях, 1947. — 311 с.
- Гжицький В. З. У світ широкий: Роман. — К.: Рад. письменник, 1960. — 323 с.
- Гжицький В. З. Чорне озеро (Кара-Кол). Опришки: Романи. — К.: Дніпро, 1965. — 575 с.
- Гжицький В. З. Слово честі: Роман. — Львів: Каменяр, 1968. — 247 с.
- Гжицький В. Лось: Оповідання. — К.: Дніпро, 1970. — 390 с.
- Гжицький В. Опришки ; Кармалюк: іст. романи. — Львів: Каменяр, 1971.
- Гжицький В. З. Побачення: Новели та оповідання. — Львів: Каменяр, 1972. — 59 с.
- Гжицький В. З. Твори: В 2 т. /Вступ. ст. С.Шаховського. — К.: Дніпро, 1974.
Т.1. — 1974. — 654с. [Архівовано 11 грудня 2012 у Wayback Machine.]
Т.2. — 1974. — 655с. [Архівовано 17 березня 2013 у Wayback Machine.]
- Гжицький В. Пролог до осені: Оповідання, нариси, етюди. — Львів: Каменяр, 1978. — 192 с.
- Гжицький В. З. Опришки: Роман. — Львів: Каменяр, 1985. — 265 с.
- Гжицький В. З. Ніч і день: Роман. — Львів: Каменяр, 1989. — 308 с.